# Mariental, Helmstedt
Mariental là một đô thị của huyện Helmstedt, bang Niedersachsen, Đức. Đô thị này có diện tích 6,53 km².